# Aurelio León
Pour les articles homonymes, voir León.
Aurelio León Rovira, né le 13 août 1915 à Barcelone (Catalogne, Espagne) et mort au XXe siècle, est un footballeur espagnol qui évoluait au poste de défenseur.

## Carrière
Aurelio León joue deux saisons avec le FC Barcelone : en 1939-1940 puis en 1940-1941. Il dispute un total de 32 matchs en première division sous le maillot du Barça.